# Ałła Belinśka
Ałła Borysiwna Belinśka (ukr. Алла Борисівна Белінська; ur. 8 października 1995) – ukraińska zapaśniczka walcząca w stylu wolnym. 
Olimpijka z Tokio 2020, gdzie zajęła dwunaste miejsce w kategorii 76 kg. Ósma na mistrzostwach świata w 2019. 
Mistrzyni Europy w 2021 i 2025; druga w 2023 i trzecia w 2022. Dziewiąta na igrzyskach europejskich w 2019. Trzecia na igrzyskach wojskowych w 2019. Złota medalistka wojskowych MŚ w 2017. Trzecia w indywidualnym Pucharze Świata w 2020. Pierwsza w Pucharze Świata w 2022; piąta w 2019 i szósta w 2017. 
Trzecia na ME U-23 w 2018. Brązowa medalistka juniorskich mistrzostw świata i Europy w 2015 roku.